# 張連捷
張連捷，清領台灣嘉義鹿草人，道光年間武舉人。

## 生平
嘉義縣鹿草鄉中寮（舊名張寮庄，日治時代原歸台南縣，現名為「重寮村」）張家先祖 「張永盛」，下有五子，當地習稱為「張氏五房」，世居於今重寮村東隅。
清道光七年（1827年），張氏二房子孫 「張連捷」，赴福建應試，次年（1828年）高中「亞元」、「武舉」，回鄉自建住所並為其各房建廳及為先人蓋廟，立旗祭祖。「張連捷」造福鄉里是為諸羅縣地方仕紳，張氏二房所在位置舊名「過橋仔二房」約於現今嘉義縣鹿草鄉重寮村一鄰所轄之內，由於二房後輩於日治戰亂與疾病所害，男丁所剩寥寥，甚至後代對於房產多有爭端，二房公祠多次整修且保存不力，後輩子孫僅保留「亞元」及「武舉」匾額、張連捷及夫人畫像，懸掛於「張連捷」先生 古居（供廳），其他殘存物件為祖廟「聖德宮」所蒐羅，供後代效尤。其他匾額、古物、官轎於歷次參加鄉展時遺失殆盡，官服亦不知去向，僅以畫像陳列於住所（二房公祠，今嘉義縣鹿草鄉重寮村一鄰八號後方），由於年代久遠，有限的文獻資料僅剩寥寥可數長者們口述所得，豎旗祭祖、彰顯官威的旗杆座只剩二房公祠右側及祖廟前各一對旗桿座及牌位供人瞻仰，殊堪惋惜。
二房子孫「張連捷」古居（供廳）位置其實位於重寮村一鄰八號後方的七號圍籬內。祖廟的旗杆座本位於重寮村一鄰八號東側水槽圍牆邊，多年前因鄉公所挖水溝及截彎取直道路將其挖起時斷裂，今「聖德宮」整修移置於現園區展示。讚頌「聖德宮」出錢出力之餘，唯並未註明原始位置，為保存古物與祖先文物之憾事。
實則該旗杆座有一雙，另一座於重寮村一鄰八號西邊保存完整。 此二旗杆座方位正處於二房子孫張連捷立旗祭祖之居所，後代將其改為「供廳」，雖經日治時代及1995年各整修改建1次，仍然一直保留向南之青龍白虎位置。 聖德宮前身為「張連捷」中舉後為其母建造之住所，上代人稱為「祖厝」，面向東。 
大房之「供廳」本亦稍有規模，原位於重寮國小老師暨名書法家「張忠良」住家之後方，然因出入者眾且部份堆積雜物致兩次祝融後終告頹散。
嘉義縣鹿草鄉張寮（中寮）過橋仔 張氏 祖籍資料
祖籍(清代舊址):福建省泉州府安溪縣永安里英繼內（安溪縣志之記載為英格內）四腳亭
經由現代比對縣誌後的地址約為在：福建省泉州市安溪縣城廂鎮路英村
輩分排序: 太君惟際其光昌賢良允協于克士子乃顯由文章儒宗與道法遺寧
輩分排序：洪媽發定功仕代君維際其公昌賢良允協余克正文章賜公侯（按安溪縣誌所記載的資料）

## 外部連結
以下為目前張連捷 古居 「供廳」實景
https://web.archive.org/web/20161013140509/http://www.panoramio.com/photo/23507481
https://web.archive.org/web/20161014090554/http://www.panoramio.com/photo/23507318
https://web.archive.org/web/20161014124621/http://www.panoramio.com/photo/23507525
https://web.archive.org/web/20161014113631/http://www.panoramio.com/photo/23507412
https://web.archive.org/web/20161013211934/http://www.panoramio.com/photo/23507442
https://web.archive.org/web/20161014015353/http://www.panoramio.com/photo/23507504
https://web.archive.org/web/20160310111023/http://www.panoramio.com/user/3334747